# Salgesch
Salgesch (franska: Salquenen) är en ort och kommun i distriktet Leuk i kantonen Valais i Schweiz. Kommunen har 1 693 invånare (2023).